# Avenida da Igreja

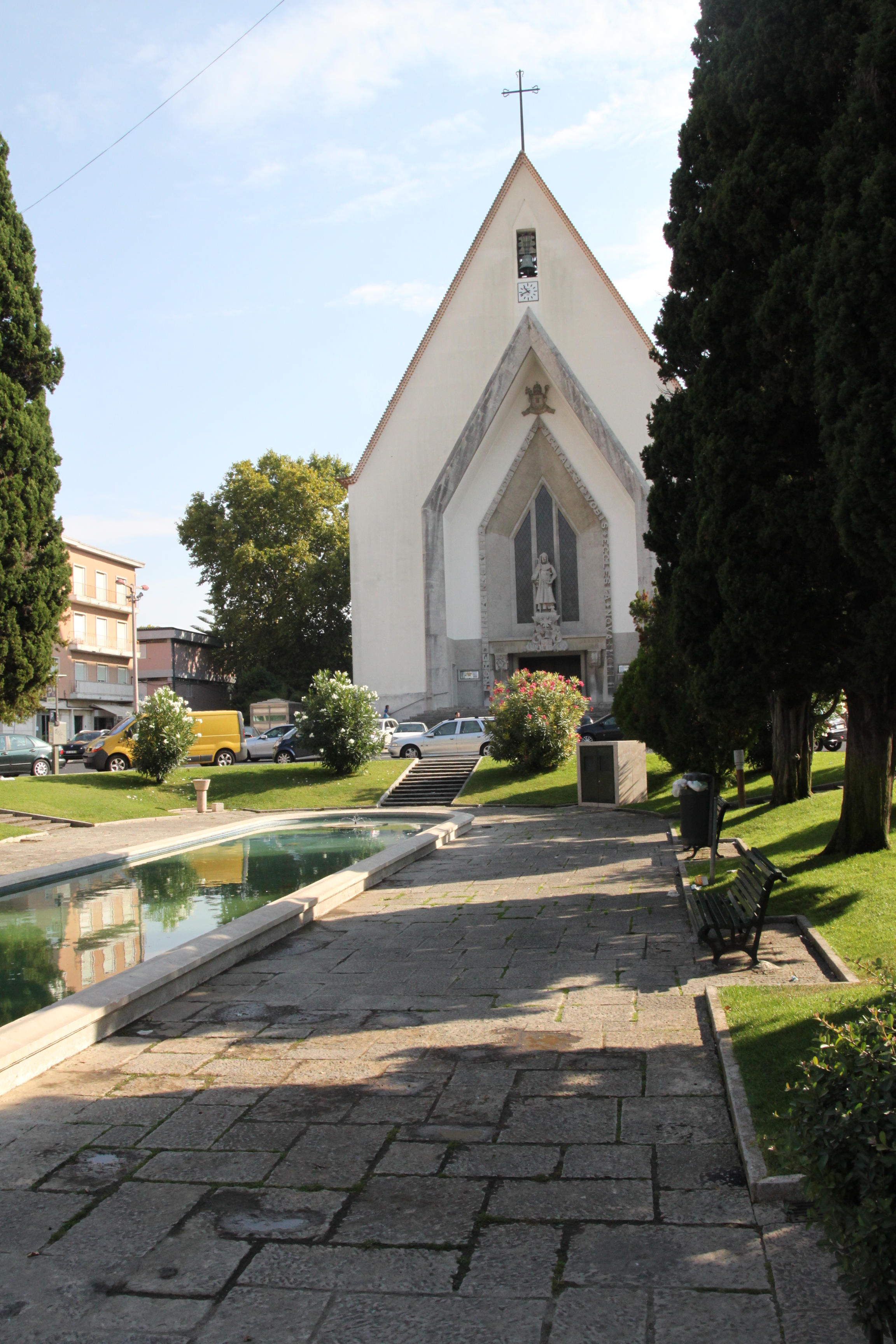
Largo Frei Heitor Pinto (início da Avenida da Igreja)

A Avenida da Igreja é uma avenida de Lisboa, localizada na freguesia de Alvalade. A sua designação actual (2010) data de 19 de julho de 1948.
A avenida tem início no Largo Frei Heitor Pinto e fim no Jardim do Campo Grande.
Foi anteriormente designada como Arruamento que divide os grupos 1 e 2 do Sítio de Alvalade. Situa-se nesta avenida a Igreja de São João de Brito e a Praça de Alvalade.